# Presidente del Parlamento de las Islas Baleares

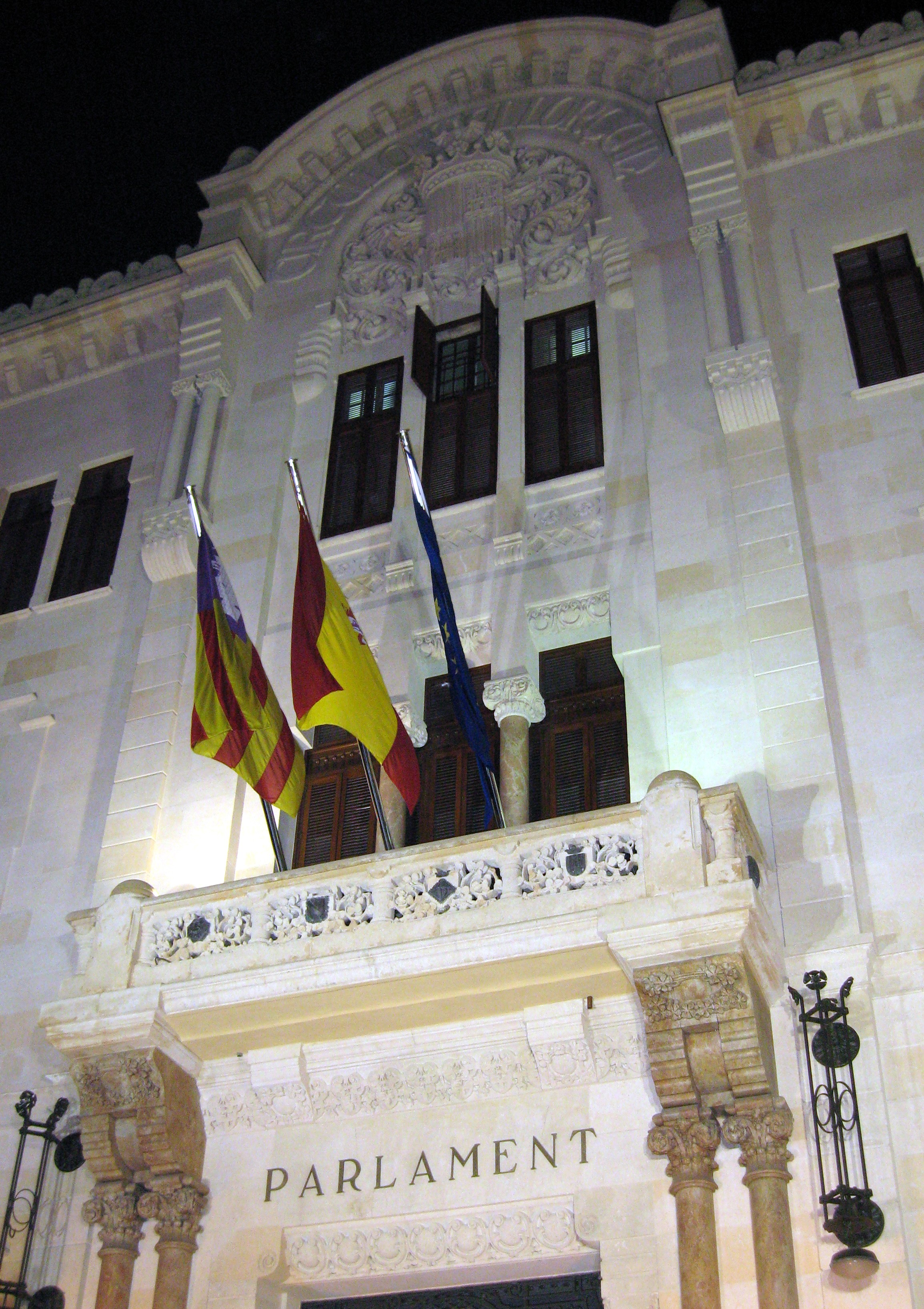
Sede del Parlamento de las Islas Baleares en Palma de Mallorca.

El Presidente del Parlamento de las Islas Baleares es el máximo representante de la cámara autonómica de las Islas Baleares. Se encarga de velar por su correcto funcionamiento; preside la mesa del pleno además de dirigir y moderar los debates parlamentarios. Además debe hacer cumplir, interpretar y si fuera necesario modificar el reglamento interno de la cámara. En este último caso debe contar con el apoyo de la Mesa y la Junta de Portavoces.
Desde la constitución del primer Parlamento, el 31 de mayo de 1983, ha habido quince presidentes. El actual presidente del Parlamento es el diputado de Vox Gabriel Lesenne y Presedo, quien asumió el puesto en la sesión constitutiva de la XI Legislatura, el 20 de junio de 2023.

## Listado de presidentes
| Presidencia | Legislatura | Presidente                | Inicio de la Presidencia | Fin de la Presidencia   | Partido                                  |
| ----------- | ----------- | ------------------------- | ------------------------ | ----------------------- | ---------------------------------------- |
| 1           | I           | Antoni Cirerol            | 31 de mayo de 1983       | 8 de julio de 1987      | Alianza Popular (AP)                     |
| 2           | II          | Jeroni Albertí            | 8 de julio de 1987       | 20 de junio de 1991     | Unió Mallorquina (UM)                    |
| 3           | III         | Cristofol Soler           | 20 de junio de 1991      | 1 de agosto de 1995     | Partido Popular (PP)                     |
| 3           | IV          | Cristofol Soler           | 20 de junio de 1991      | 1 de agosto de 1995     | Partido Popular (PP)                     |
| 4           | IV          | Joan Huguet               | 1 de agosto de 1995      | 12 de julio de 1999     | Partido Popular (PP)                     |
| 5           | V           | Antoni Diéguez            | 12 de julio de 1999      | 31 de julio de 1999     | Partido Socialista Obrero Español (PSOE) |
| 6           | V           | Maximiliano Morales       | 31 de julio de 1999      | 19 de junio de 2003     | Unió Mallorquina (UM)                    |
| 7           | VI          | Pere Rotger               | 19 de junio de 2003      | 27 de junio de 2007     | Partido Popular (PP)                     |
| 8           | VII         | Maria Antonia Munar       | 27 de junio de 2007      | 26 de febrero de 2010   | Unió Mallorquina (UM)                    |
| 9           | VII         | Aina Rado                 | 9 de marzo de 2010       | 7 de junio de 2011      | Partido Socialista Obrero Español (PSOE) |
| 10          | VIII        | Pere Rotger               | 7 de junio de 2011       | 11 de diciembre de 2012 | Partido Popular (PP)                     |
| 11          | VIII        | Margalida Duran           | 18 de diciembre de 2012  | 18 de junio de 2015     | Partido Popular (PP)                     |
| 12          | IX          | Consuelo Huertas          | 18 de junio de 2015      | 25 de enero de 2017     | Podemos                                  |
| 13          | IX          | Baltasar Picornell        | 14 de febrero de 2017    | 19 de junio de 2019     | Podemos                                  |
| 14          | X           | Vicenç Thomàs Mulet       | 20 de junio de 2019      | 19 de junio de 2023     | PSIB-PSOE                                |
| 15          | XI          | Gabriel Lesenne y Presedo | 20 de junio de 2023      |                         | Vox                                      |